# Малахов, Иван Липатович
Малахов Иван Липатович (1922—1978) — советский военный деятель и инженер, организатор работ по испытаниям ракетного вооружения и космической техники, участник подготовки к старту первого космического корабля «Восток» с человеком на борту (1961), генерал-майор инженерно-технической службы (1966). Лауреат Государственной премии СССР (1977).

## Биография
Родился 6 января 1922 года в селе Буранное, Соль-Илецкого района Оренбургской области в крестьянской семье.
С 1940 года был призван в ряды РККА и направлен на действительную службу в
состав артиллерийского полка. С 1940 по 1942 год обучался в Первом гвардейском миномётно-артиллерийском училище. С 1942 по 1945 год участник Великой Отечественной войны в составе 4-го гвардейского Кантемировского танкового корпуса 60-й армии в должностях командира огневого взвода, роты, начальника штаба 240-го Отдельного гвардейского минометного дивизиона и командира миномётной батареи этого дивизиона, воевал в составе 1-го Украинского фронта.
С 1945 по 1947 год продолжил службу в артиллерийских частях на командных должностях. С 1947 по 1951 год обучался на факультете реактивного вооружения Военной артиллерийской инженерной академии имени Ф. Э. Дзержинского, который окончил с отличием.
С 1951 по 1954 год на научно-исследовательской работе в Главном артиллерийском управлении Министерства обороны СССР в должностях инженера и старшего инженера отделов 4-го Управления и Управления заместителя Командующего артиллерией Советской армии (по реактивным частям). С 1954 по 1960 год служил в Управлении начальника ракетного вооружения в должности заместителя руководителя отдела.
С 1960 по 1978 год служил в центральном аппарате Ракетных войск стратегического назначения СССР в Главном управлении ракетного вооружения Министерства обороны СССР в должностях: начальника отдела 2-го Управления, с 1961 года — заместителя начальника 1-го Управления и с 1967 по 1978 год — первого заместителя
начальника ГУРВ МО СССР. Постановлением Совета Министров СССР от 7 мая 1966 года И. Л. Малахову было присвоено воинское звание генерал-майор инженерно-технической службы.
17 июня 1961 года Указом Президиума Верховного Совета СССР «За успешное выполнение специального задания Правительства по созданию образцов ракетной техники, космического корабля-спутника „Восток“ и осуществление первого в мире полета этого корабля с человеком на борту» И. Л. Малахов был награждён Орденом Ленина. В 1977 году Постановлением ЦК КПСС и СМ СССР «За вклад в создание ракетного вооружения» И. Л. Малахову была присуждена Государственная премия СССР.
Скончался 4 августа 1978 года в Москве, похоронен на Востряковском кладбище.

## Награды
- Два Ордена Ленина (1961, 1969)
- Орден Отечественной войны 1-й и 2-й степени (11.10.1944, 13.04.1944)
- Орден Трудового Красного Знамени (1959)
- Два ордена Красной Звезды (1944 и 1956)
- Орден «За службу Родине в Вооружённых Силах СССР» 3-й степени (1975)
- Государственная премия СССР (1971, посмертно — «За разработку, освоение в серийном производстве и широкое внедрение в практику комплекса средств „Лотос“ для автоматической обработки, передачи и отображения телеметрической информации»)[1][2][4]